# Kunaszyr
Kunaszyr (ros. Кунашир; jap. 国後島, Kunashiri-tō; ainu: クナシㇼ lub クナシㇽ, Kina-siri „Czarna wyspa”) – wyspa w archipelagu Kuryli. Cieśnina Kunaszyrska oddziela ją od japońskiej wyspy Hokkaido. Jest to jedna z wysp stanowiących przedmiot sporu między Rosją i Japonią.

## Geologia, geomorfologia
Powierzchnia wyspy wynosi 1 489,27 km². Kształt wyspy jest bardzo wydłużony: przy długości 123 km jej szerokość wynosi 4-30 km. Największą wysokość – 1819 m n.p.m. – osiąga czynny wulkan Tiatia na północnym krańcu wyspy. Trzy inne czynne wulkany na wyspie to Ruruj (1486 m n.p.m.) w północnej części wyspy, Wulkan Mendelejewa (890 m n.p.m.) w środkowej części wyspy i Wulkanu Gołownina (547 m n.p.m.) w części południowej. Oprócz nich są tu jeszcze dwa wulkany wygasłe, liczne solfatary, mofety i obfitość gorących źródeł.

## Flora
Spośród blisko tysiąca gatunków roślin, występujących na Wyspach Kurylskich, na wyspie Kunaszyr można spotkać ich 680. Charakterystyczne jest tu ich znaczne zróżnicowanie klimatyczne: obok gatunków borealnych spotkamy tu gatunki klimatu umiarkowanego, a nawet podzwrotnikowego. W wielogatunkowych lasach mieszanych obok jodły sachalińskiej (Abies sachalinensis (F. Schmidt) Mast.) rosną dęby i klony. W lasach świerkowych, w których występują świerk sachaliński (Picea glehnii (F.Schmidt) Mast.) i świerk ajański (Picea jezoensis (Siebold & Zucc.) Carrière) podszyt stanowi nierzadko bambus kurylski, zwany tutaj sasa, a wśród typowych dla Syberii brzóz kwitną magnolie japońskie (Magnolia kobus DC. var. borealis Sarg.). Oprócz tego rosną tu drzewiaste aralie, kalopanaksy (kolcosiły drzewiaste), cisy, wiązy, a nawet morwy. Drzewa są często spowite lianami i innymi pnączami, wśród których występują m.in. aktinidie, hortensje, cytryniec i winorośl japońska. W wyższych położeniach ciągną się zarośla sosny karłowatej, zwanej tu kiedrownikiem.

## Fauna
Na wyspie występują m.in. niedźwiedzie, gronostaje, łasice, lisy, zające. Rzadko spotykany jest soból. Wśród 227 gatunków ptaków występują m.in. dzięcioł białogrzbiety i mewa różowa.
Północną i południową część wyspy zajmuje Rezerwat Kurylski.

## Zagospodarowanie
Największe miasto wyspy Jużno-Kurilsk. Inne większe ośrodki na wyspie to Siernowodzk (na południu) oraz Tiatino i Dokuczajewo (na północy).